# Fideos arrossejats

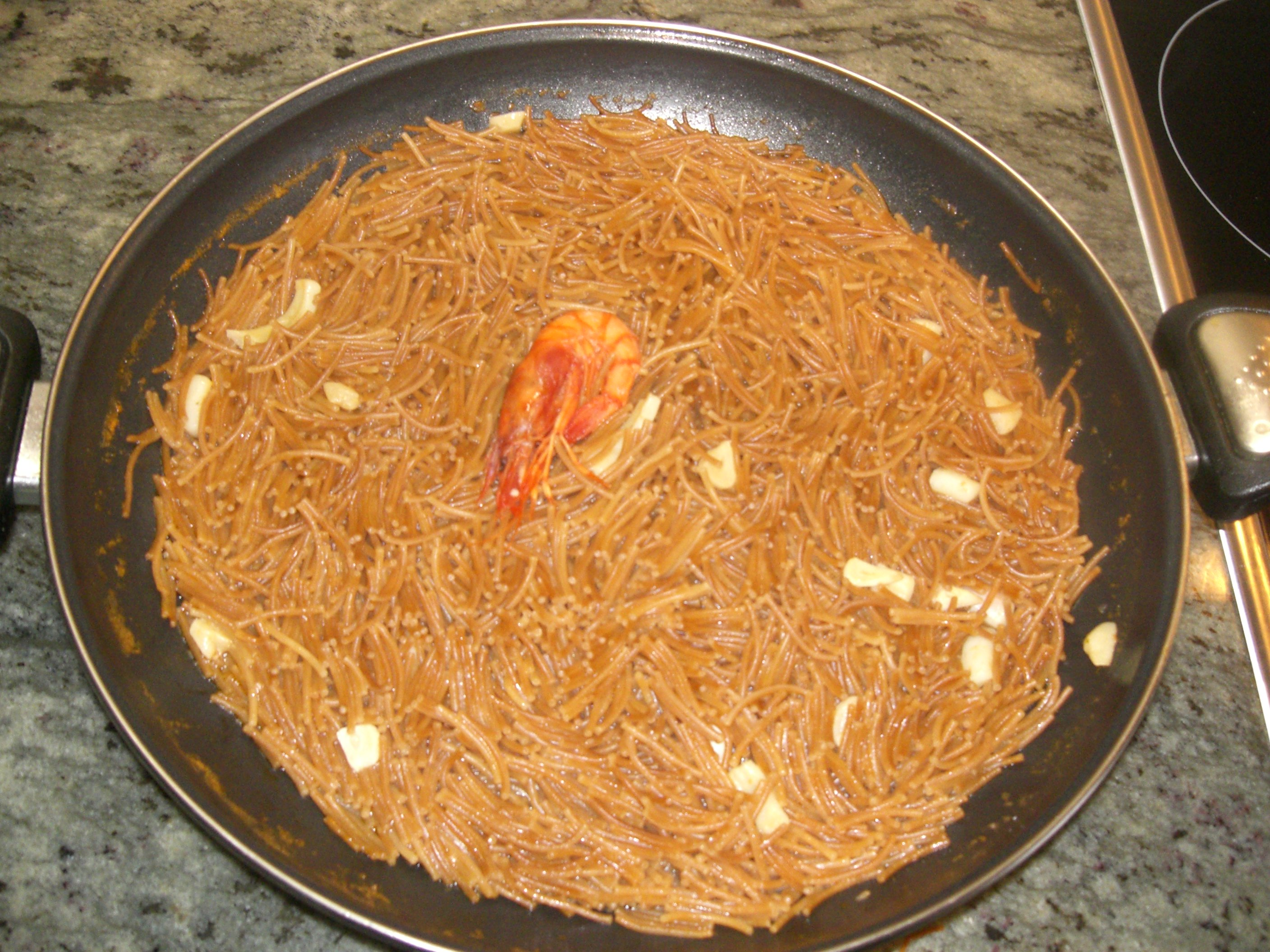
Cazuela de fideos rossejats.

Los fideos arrossejats, fideos rossejats, rossejat de fideos o fideus sejats son un plato típico de pescadores, que se elabora de la misma manera que el arroz rossejat, pero en vez de usar arroz se utilizan fideos. La técnica del rossejat consiste en dorar los fideos crudos  junto con el sofrito en aceite en la sartén, antes de añadírsele el líquido hirviendo. En valenciano, el nombre correcto es fideos rossejats.

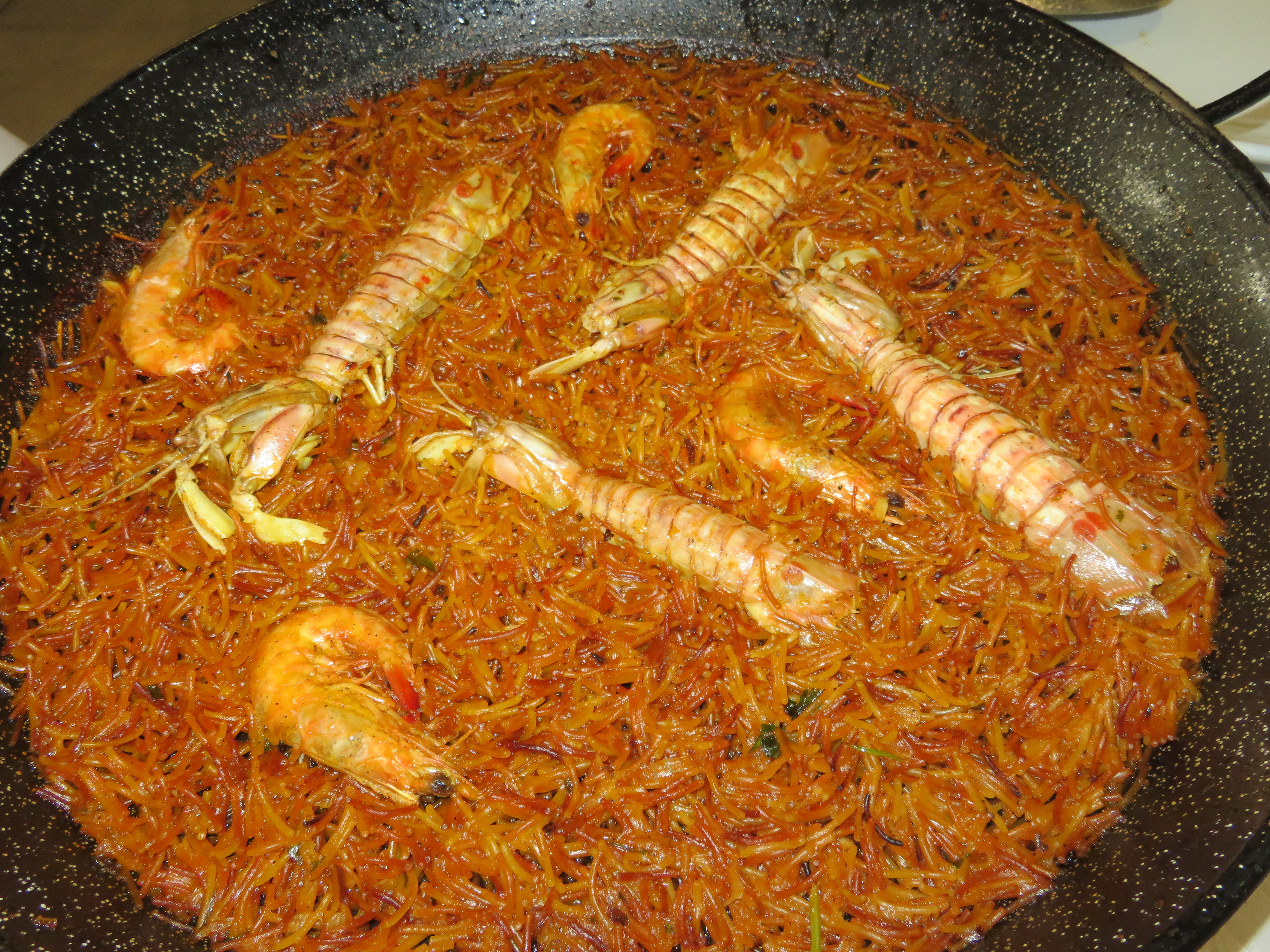
Fideos rossejats de Les Cases.

## Origen
De origen muy humilde, lo elaboraban los marineros a bordo de las barcas de pesca para aprovechar el pescado sobrante.
Se puede degustar en numerosas localidades costeras del Mediterráneo, sobre todo en la zona del Delta del Ebro y en la provincia de Castellón, como por ejemplos en Vinaroz, etc.

## Fiestas
En la localidad tarraconense de la Ametlla de Mar se celebra cada año la "diada dels fideus rossejats", donde se realizan concursos de elaboración y degustación de fideos. 